# Pont aux Meuniers
Le pont aux Meuniers, écrit aussi pont-aux-meuniers, est un pont loti de Paris qui, jusqu’en 1597, relie l'île de la Cité à la rive droite, un peu en aval de l'actuel pont au Change.

## Historique et description
Depuis l'Antiquité, Paris est traversé du nord au sud par une voie qui coupait la Seine par le Grand Pont, entre la rive droite et l'île de la Cité, et le Petit Pont entre l'île de la Cité et la rive gauche. Le Grand Pont est emporté par une crue en décembre 1296 .
Il est remplacé par le Pont-aux-changeurs qui deviendra le pont au Change, et le pont aux Meuniers se situait un peu en aval. Ce dernier est une simple passerelle piétonne pour relier jusqu'à 13 moulins  En période ordinaire, c'est-à-dire si les ponts alentour ne sont pas en travaux, le pont est réservé à ses riverains . 
Le pont aux Meuniers aboutissait, vers le nord, à l'entrée de la rue Saint-Leufroy, qui menait droit à la porte du Châtelet, et vers le sud à la tour de l'Horloge. On y accédait, de ce dernier côté, par  une petite ruelle fort courte qui débouchait à l'extrémité de la rue Saint-Barthélemy.
Les moulins ne sont pas fixes mais flottants sur des "moulins-nefs". Ils sont halés sous le pont pour être opérationnels ou stationnés en aval lorsqu'ils sont à l'arrêt. L'encombrement du fleuve est extrême, les piles de ponts non alignées et importantes rétrécissent le goulet et accélèrent le courant, ce dont profitent les moulins. Ce passage jusqu'au pont Neuf est appelé "la vallée de la misère" par les mariniers .
Dans la seconde moitié du XVIe siècle, le pont est ouvert aux piétons. Certains moulins sont supprimés et remplacés par des maisons . Le pont devient mal fréquenté et souffre d'une mauvaise réputation. Il pourrait être à l'origine de l'expression "jeter sa cornette par-dessus les moulins" 

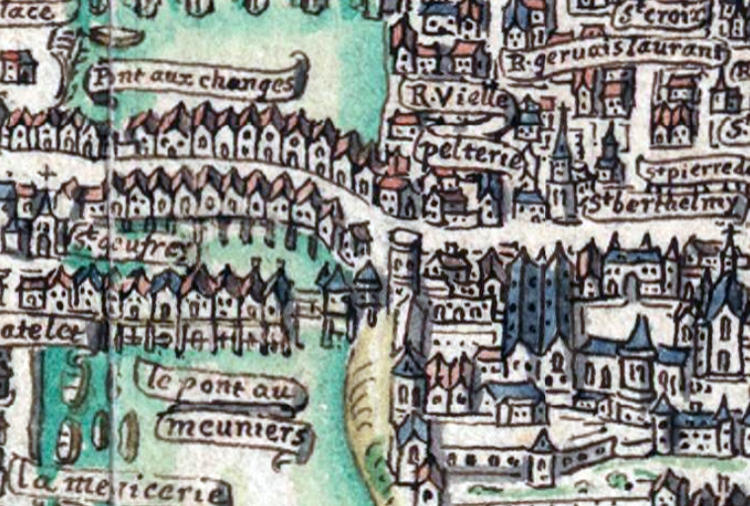
Le pont aux Meuniers (en bas) sur le plan dit de la Tapisserie (1540).
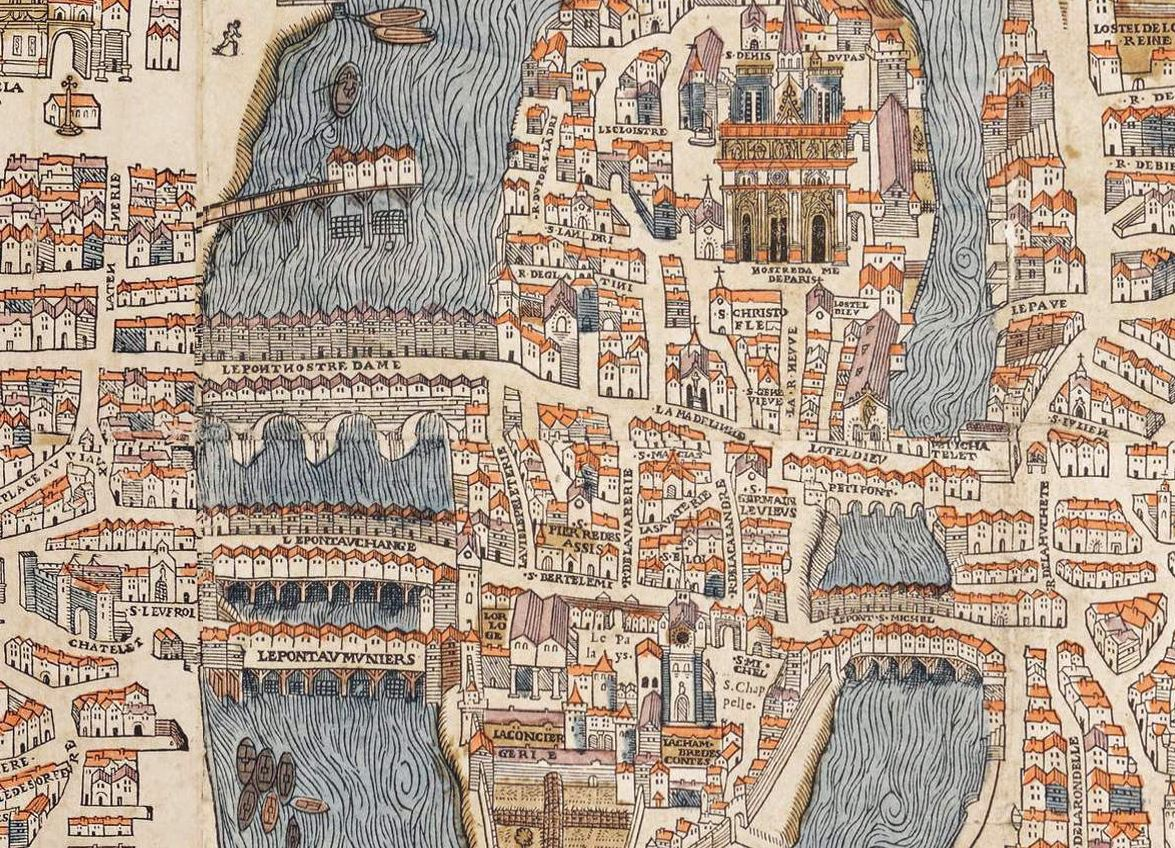
Le pont aux Meuniers (en bas à gauche) parmi les ponts de l'île de la Cité (plan de Paris par Truschet & Hoyau, 1550).

Le pont aux Meuniers s'effondre le soir du 22 décembre 1596 provoquant 150 morts ,. 
Il est remplacé par le pont Marchand achevé en décembre 1609, qui disparait lui-même dans un incendie en octobre 1621. Par la suite, seul subsistera le pont au Change.